# Região hidrográfica do Guaíba

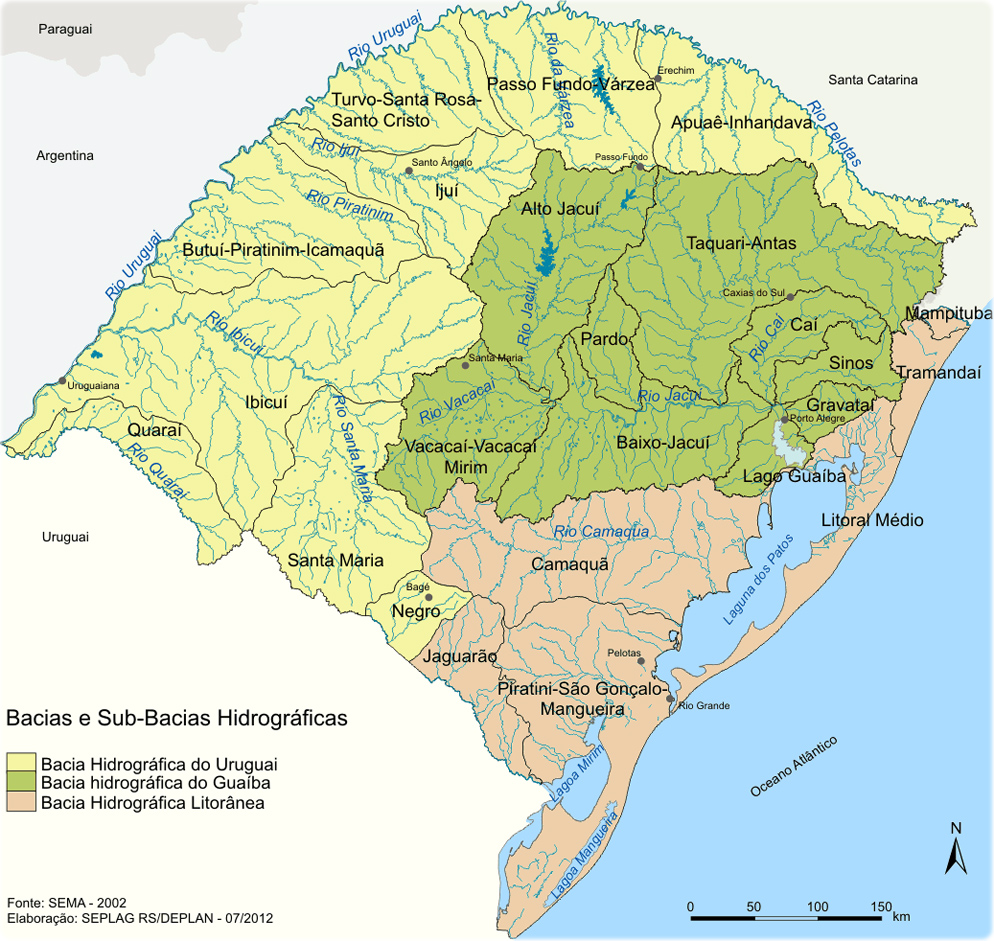
Região hidrográfica do Guaíba representada em verde.

A Região Hidrográfica do Guaíba situa-se na porção centro-leste do Rio Grande do Sul. Abrange as províncias geomorfológicas do Planalto Meridional, da Depressão Central e, em menor área, da Planície Costeira Interior e do Escudo Sul-Rio Grandense.
Possui uma área de 84.763,54 km², correspondendo a 30% do território estadual, e 251 municípios, inseridos total ou parcialmente. Limita-se ao norte com a Região Hidrográfica do Uruguai e ao sul com a Região Hidrográfica do Litoral.
A Região Hidrográfica do Guaíba foi dividida em 9 bacias hidrográficas e cada um tem seu Comitê de Gerenciamento.
Tem essa denominação porque o Lago Guaíba recebe as águas de todos os rios e arroios que dela fazem parte.

## Componentes
A região hidrográfica é composta por nove bacias hidrográficas:
1. Alto Jacuí
2. Pardo
3. Vacaraí
4. Baixo Jacuí
5. Taquari-Antas
6. Caí
7. Sinos
8. Gravataí
9. Lago Guaíba

### Alto Jacuí
O Jacuí contribui com 85% das águas formadoras do Lago Guaíba e é represado pelas barragens de Passo Real, Ernestina e Itaúba. No verão ocorrem problemas de navegação e abastecimento, pois alguns trechos tem vazão regulada pelas turbinas das hidrelétricas. A economia da região caracteriza-se pelo uso intensivo do solo para agricultura e pecuária.

### Pardo
As lavouras de arroz irrigado constituem a principal demanda de água nesta bacia, atingindo 90% do total dos recursos hídricos entre dezembro e fevereiro, período de baixa vazão do rio. O plantio do tabaco também é importante e causa impacto no meio ambiente devido à utilização de agrotóxicos.

### Vacaraí
O rio nasce em São Gabriel, passa por Santa Maria e deságua no Rio Jacuí. O solo é ocupado por latifúndios, caracterizando-se pela pecuária extensiva e agricultura. O principal conflito de uso da região é gerado pela coincidência do cultivo de arroz irrigado com a época de menor disponibilidade de água. A atividade industrial desta bacia é a de menor expressão da Região Hidrográfica.

### Baixo Jacuí
A extração do carvão na Bacia é intensa, causando significativo impacto ambiental, principalmente em Charqueadas e São Jerônimo. Outra característica é o uso intensivo do solo para pecuária e agricultura. No curso inferior, o Jacuí passa pelo Polo Petroquímico de Triunfo. O uso industrial tem destaque na região pelos ramos de química, plástico, metalurgia, siderurgia, borracha e produtos alimentares.

### Taquari-Antas
O rio das Antas nasce no Planalto, passando a chamar-se Taquari na confluência com o Rio Carreiro, na altura do município de Santa Tereza. Observa-se dificuldade na acumulação natural da água. Nesta bacia, os grandes responsáveis pela degradação ambiental são o uso de agrotóxicos na cultura da maçã e o despejo de efluentes domésticos provenientes do Aglomerado Urbano do Nordeste, onde é expressiva à contribuição das emissões do parque industrial de cidades como Caxias do Sul, e Bento Gonçalves.

### Caí
O grande volume de esgotos domésticos da região de Caxias do Sul é o responsável pelo maior impacto ambiental na Bacia. O depósito de água da chuva fica prejudicado pelo relevo acidentado da região, impedindo a diluição dos resíduos e diminuindo a disponibilidade de água para as atividades agrícolas. Além dos efluentes do Polo Petroquímico há, também, a contribuição dos agrotóxicos utilizados na cultura do morango, no município de Feliz resultando na maior concentração de produtos químicos da Região Hidrográfica do Guaíba: 11kg/ha.

### Sinos
O rio dos Sinos é considerado o mais poluído da região, possuindo importante parque industrial, onde se destacam, os ramos coureiro-calçadista, petroquímico e metalúrgico. O setor primário é pouco significativo fora do curso superior do rio. O Sinos criou o primeiro comitê de gerenciamento de bacia hidrográfica do Brasil.

### Gravataí
O rio Gravataí, incapaz de realizar a regulação natural de sua vazão, é considerado o mais sensível da região. O Banhado Grande, que funciona como uma esponja regulando as vazões a montante, foi bastante impactado pelas lavouras de arroz irrigado, reduzindo a capacidade de acumulação de água. As principais indústrias são automobilística, mecânica, de produtos alimentares e bebidas.

### Lago Guaíba
As águas dos rios Gravataí, Sinos, Caí e Jacuí desembocam no Delta do Jacuí, formando o Lago Guaíba que banha os municípios de Porto Alegre, Eldorado do Sul, Guaíba, Barra do Ribeiro e Viamão. Os principais impactos ambientas devem-se aos lançamentos de esgotos de Porto Alegre e das águas poluídas dos rios Gravataí e Sinos. As indústrias principais pertencem aos ramos de metalurgia, celulose e produtos alimentares.

## Principais problemas ambientais
Situações críticas de poluição nos municípios de maior contingente populacional e concentração industrial, como a região metropolitana de Porto Alegre e Caxias do Sul.
A alta concentração urbana e industrial destas áreas reflete os principais problemas ambientais da região, que são os esgotos domésticos, os resíduos industriais, o lixo domiciliar e a poluição do ar por fontes industrias e veicular.
Nas áreas rurais, os problemas mais críticos são a erosão do solo, o assoreamento dos cursos d'água, a contaminação por agrotóxicos e resíduos orgânicos, especialmente dos dejetos animais jogados nos rios.